# Український педагогічний словник
«Украї́нський педагогі́чний словни́к» — словник, виданий 1997 року в Києві у видавництві «Либідь». 
Автор — Семен Устимович Гончаренко.
Словник містить узагальнену й систематизовану інформацію з теорії і практики навчання та виховання. Розглянуто широке коло понять й термінів, які стосуються навчально-виховного процесу, нові педагогічні теорії й концепції, категорії. Всього словник містить близько 3000 статей.
Словник визнано одним із найкращих серед поданих на конкурс, організований Міністерством освіти України та Міжнародним фондом «Відродження» в рамках програми «Трансформація гуманітарної освіти в Україні».